# Ipsos MORI
Ipsos MORI era el nombre de una empresa de investigación de mercados con sede en Londres, Inglaterra, que ahora se conoce como Ipsos y aún continúa como la rama británica del grupo global Ipsos. Fue formado por una fusión de Ipsos UK y MORI en octubre de 2005.
La empresa es miembro del British Polling Council y de la Market Research Society.

## Historia
En 1946, Mark Abrams formó una empresa de investigación de mercado llamada Research Services Ltd. (RSL). RSL operó hasta 1991, cuando fue adquirida por Ipsos, convirtiéndose en Ipsos UK.
MORI (Market and Opinion Research International) fue fundada en 1969 por Robert Worcester . Robert Worcester renunció a la presidencia de MORI en junio de 2005. Ipsos anunció que adquiriría MORI en octubre de 2005 por 88 millones de libras esterlinas y lo fusionaría con Ipsos UK. La empresa fusionada se denominó Ipsos MORI.

## Metodología
La investigación de Ipsos MORI se lleva a cabo a través de una amplia gama de metodologías, utilizando entrevistas telefónicas a sistidas por computadora (CATI), así como encuestas cara a cara (CAPI) y por Internet. Muchas encuestas telefónicas utilizan un sistema llamado marcación aleatoria de dígitos para entrevistar a un grupo representativo de la población.

## controversias
En mayo de 2013, The Sunday Times informó que Ipsos MORI había negociado un acuerdo con la red de telefonía móvil de EE para comercializar los datos de los 23 millones de suscriptores de esa empresa. El artículo decía que Ipsos MORI buscaba vender estos datos a la Policía Metropolitana y otras partes. Los datos incluían "sexo, edad, código postal, sitios web visitados, hora del día en que se envía el texto [y] ubicación del cliente cuando se realiza la llamada". Al ser confrontada por los periódicos, la Policía Metropolitana indicó que no llevarían más allá las discusiones. Ipsos MORI defendió sus acciones, destacando que la empresa solo recibió datos anonimizados, sin ningún dato de identificación personal sobre un cliente individual, y subrayando que los informes solo se realizan sobre grupos agregados de más de 50 clientes.